# 아소게스

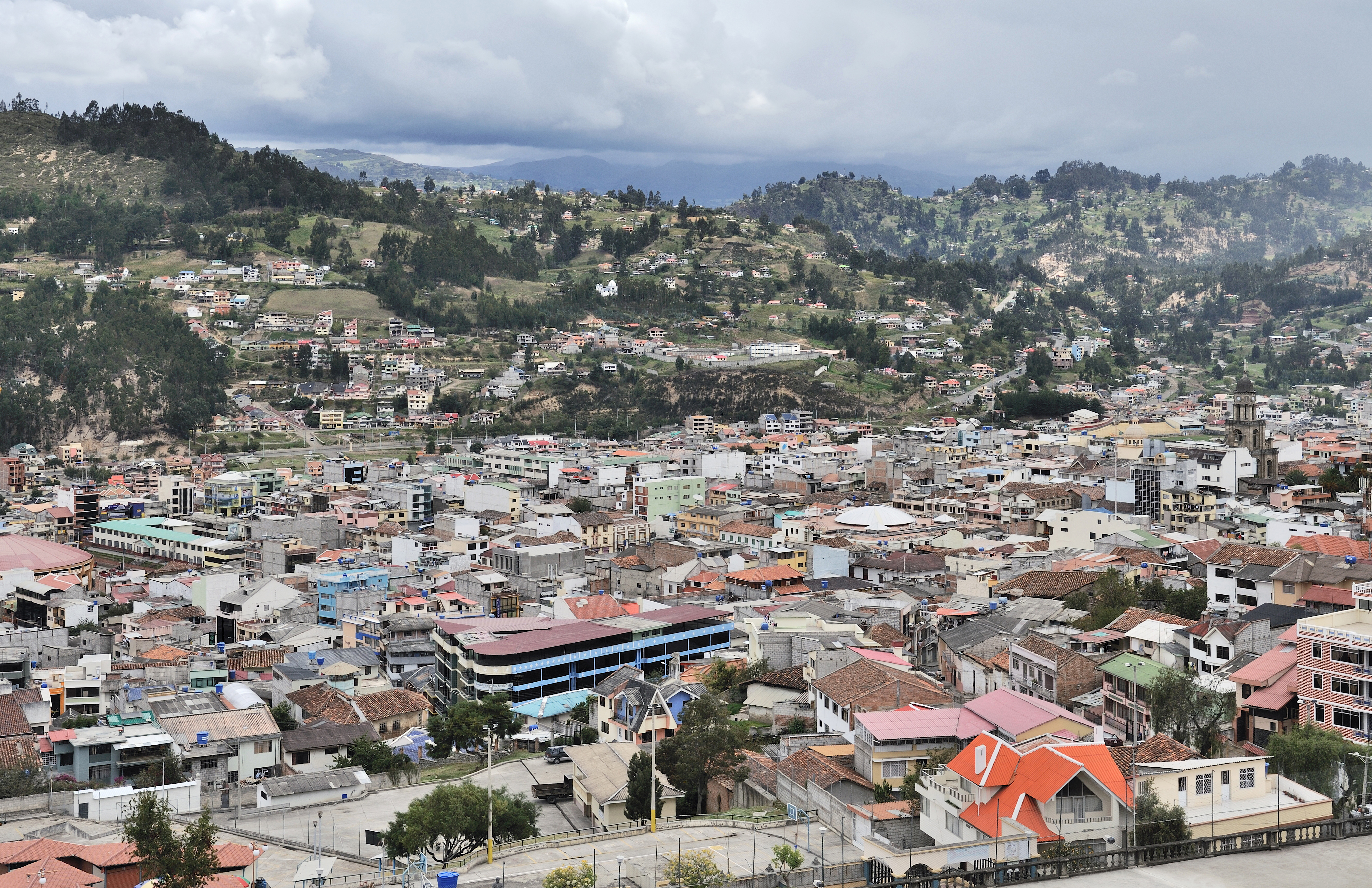
아소게스

아소게스(스페인어: Azogues)는 에콰도르 중부에 위치한 도시로 카냐르 주의 주도이며 면적은 60.94km2, 높이는 2,518m, 인구는 31,151명(2005년 기준)이다. 파나마모자의 생산지로 널리 알려진 도시이다.